# It Takes Me Away
Az It Takes Me Away című dal a német techno slőadó Marusha 4. kimásolt kislemeze a Raveland című albumról. A dal több slágerlistára is felkerült.
A kislemezből több változat is forgalomba került, melyen az eredeti változaton kívül remixek, és egyéb más dalok is szerepelnek, többek között a Cardinal Points Of Life, valamint számos remix is.

## Megjelenések
CD Single  Low Spirit Recordings – 855 906-2
1. It Takes Me Away (Short Mix)	3:09
2. It Takes Me Away 5:01

## Slágerlista
| 1994 | "It Takes Me Away" | 3 | 13 | 9 | 12 | 18 |

## Felhasznált zenei alapok
- Carolyn Harding-Movin' On (1987)[8]